# Ouranosaure
L'ouranosaure (Ouranosaurus, 'rèptil valent') és un gènere d'iguanodont que visqué a principis del període Cretaci, fa uns 110 milions d'anys en el que actualment és el nord d'Àfrica. L'ouranosaure mesurava entorn dels 7 m de longitud i pesava unes 4 tones.
Dos fòssils complets foren trobats a Níger l'any 1966 i foren anomenats l'any 1976 pel paleontòleg francés Phillippe Taquet. L'esquelet és similar al de l'iguanodon deixant de banda l'enorme cresta dorsal que presentava sobre l'esquena. És probable que utilitzes la cresta per a regular la temperatura corporal com podrien haver fet alguns tireòfors i pelicosaures com Dimetrodon. Tampoc es descarta que utilitzes la cresta com a reclam sexual o per a intimidar possibles competidors. De la mateixa manera que iguanodon, tenia cada polze en forma de pua, fet que podria aprofitar per a defensar-se.
L'ouranosaure podia desplaçar-se a dues o quatre potes.
Al Museo Civico di Storia Naturale de Venècia es pot contemplar un esquelet reconstruït d'ouranosaure.